# Абдул Джалилул Акбар
Абдул Джалилул Акбар ибн Мухаммад Хассан (малайск. Abdul Jalil Akbar bin Muhammad Hassan; ум. 1659) — султан Брунея, правивший в 1598—1659 годах.

## Биография
Был старшим сыном султана Мухаммад Хасана и брунейской принцессы.
После смерти отца в 1598 году вступил на престол при регентстве дяди Пенгирана Ди-Гадонг Бесар Омана. В следующем году добился лучших связей с Испанской империей после подписания договора, который облегчил торговлю между Брунеем и Филиппинами.
В период его правления Бруней посещали европейские путешественники Оливье ван Ноорт (1600—1601) и Генри Миддлтон (1612). Помимо этого во время его правления на Борнео голландцы стали создавать торговые фактории.
Скончался в 1659 году, его престол унаследовал третий сын Абдул Джалилул Джаббар.